# Opadometa fastigata
Opadometa fastigata là một loài nhện trong họ Tetragnathidae.
Loài này thuộc chi Opadometa. Opadometa fastigata được Eugène Simon miêu tả năm 1877.

## Hình ảnh

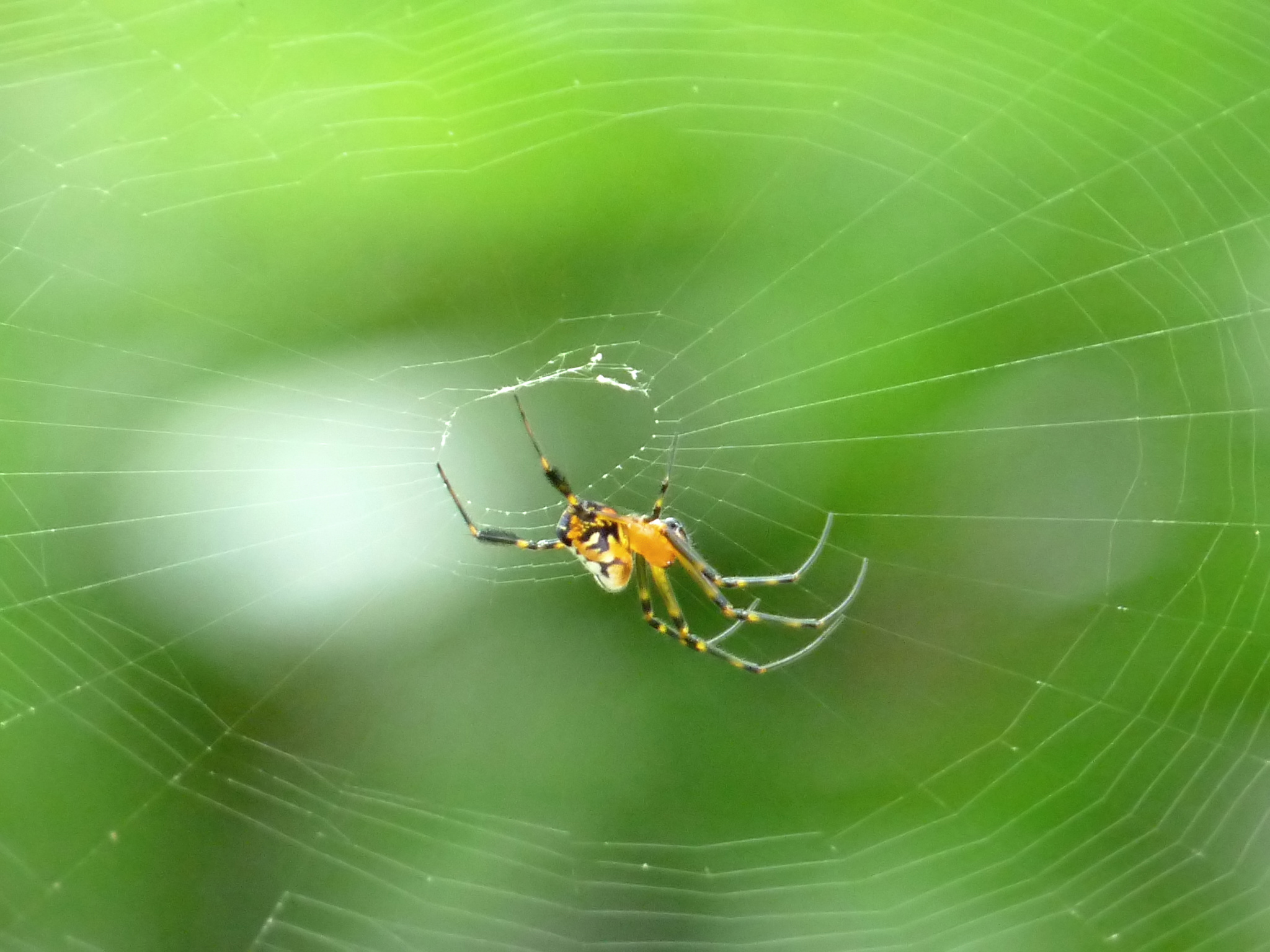
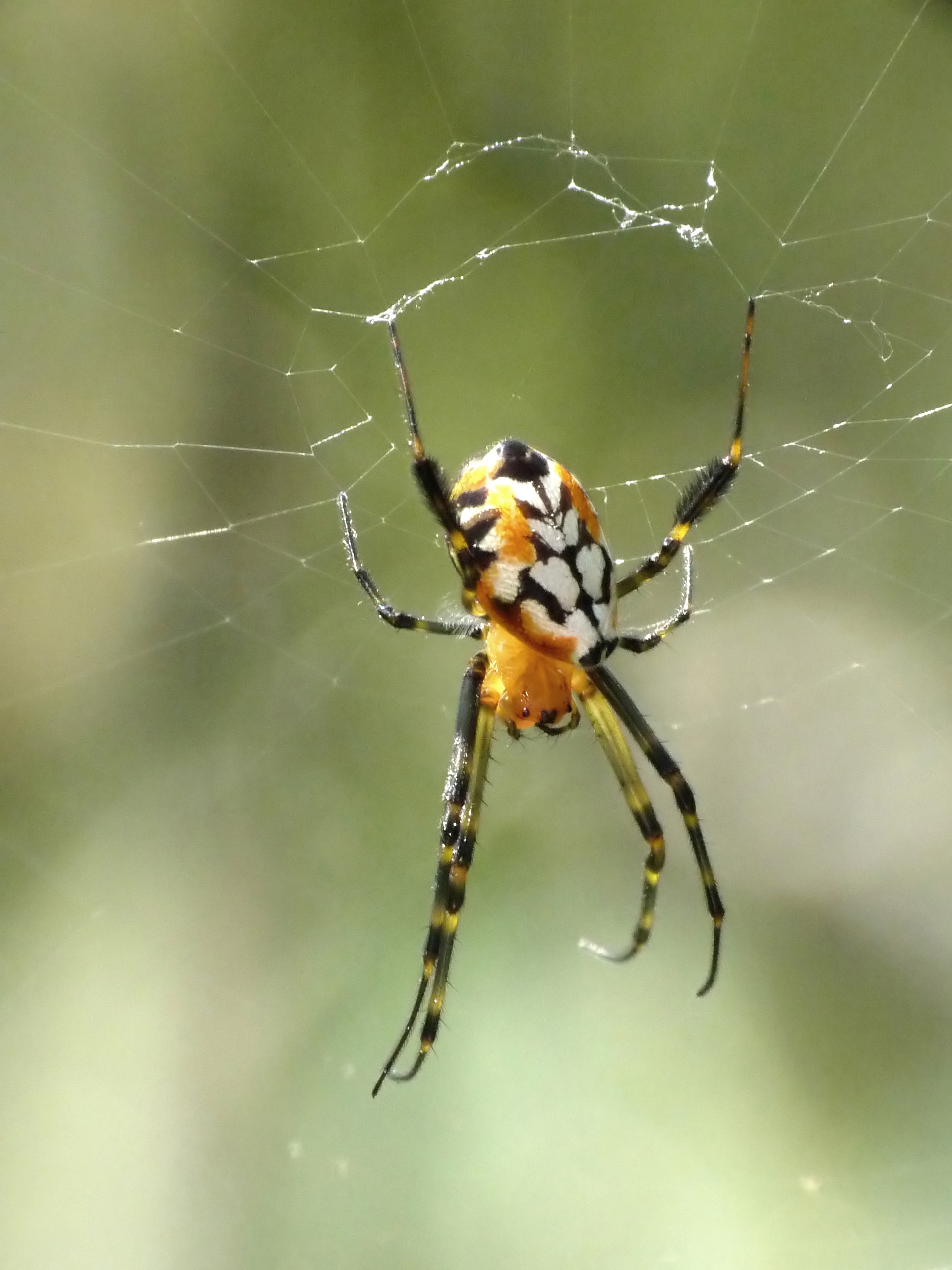
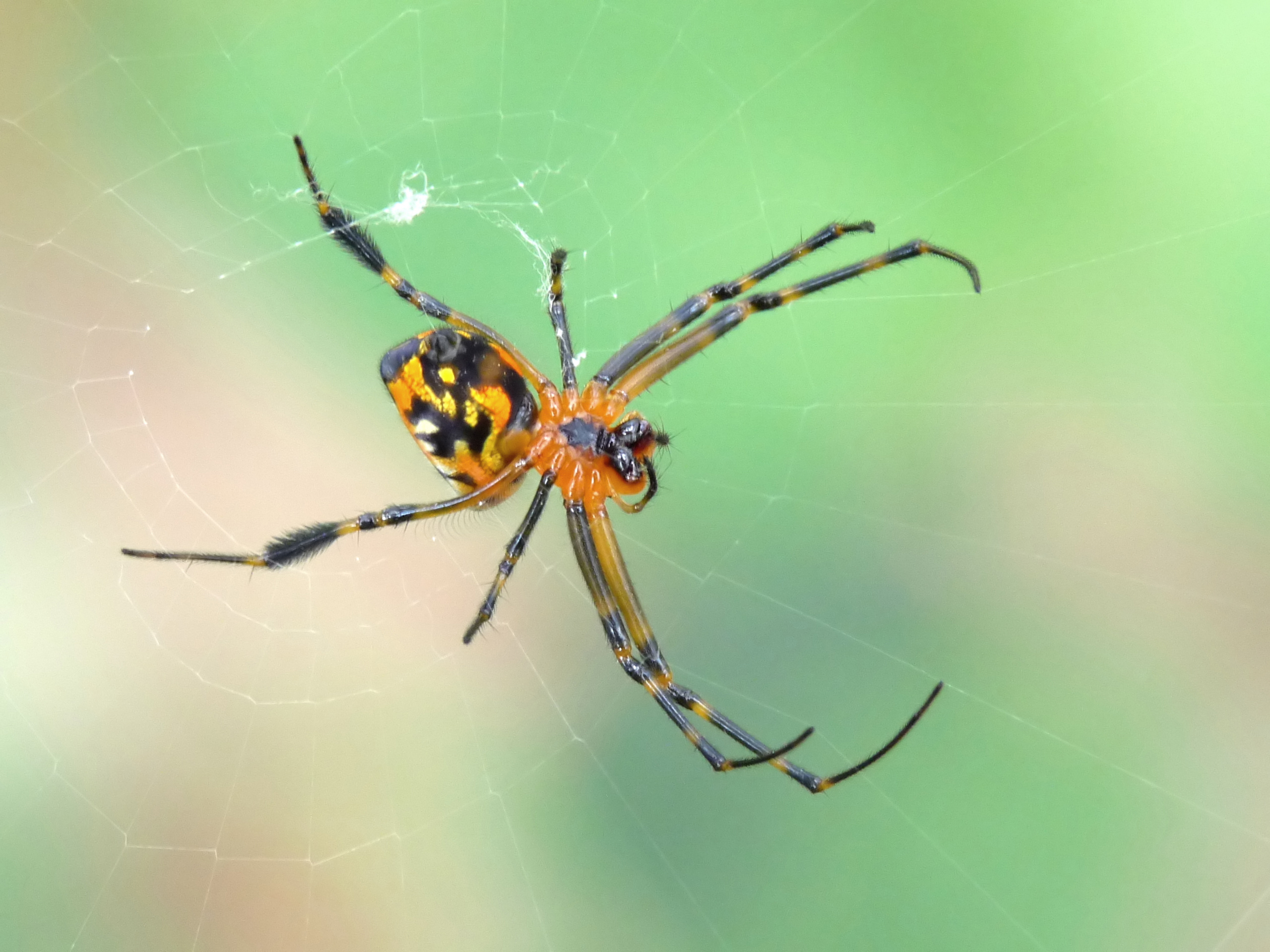